# Lambert II de Nantes
Pour les articles homonymes, voir Lambert.
Lambert II de Nantes, mort en 852 en Anjou, membre de la famille des Widonides, est comte de Nantes dans les années 840, jouant un jeu de bascule entre Charles le Chauve, roi de Francie occidentale à partir de 843 (traité de Verdun), et les chefs bretons Nominoë puis Erispoë, contribuant en 851 à la victoire bretonne qui aboutit au traité d'Angers et à la formation du royaume de Bretagne.

## Les Widonides
La famille franque des Widonides contrôle la marche de Bretagne et le comté de Nantes depuis que Guy (Wido) a reçu la succession du comte Roland, mort dans les Pyrénées en 778 lors d'un combat contre les Basques.
Mais en 831, le comte Lambert Ier entre dans la rébellion de Lothaire contre son père, l'empereur Louis le Pieux. Déposé de ses charges de comte de Nantes et de préfet de la marche de Bretagne, il se réfugie avec Lothaire en Italie et reçoit le duché de Spolète où il meurt en 837, laissant sa succession à son fils aîné Guy Ier de Spolète.

## Biographie
Lambert II de Nantes est sans doute le second fils de l'ancien comte Lambert Ier de Nantes et de son épouse, dont le nom n'est pas connu. Selon la Chronique de Nantes, « il aurait été nourri et instruit selon les mœurs des Bretons ».
En 839, deux ans après la mort de Lambert Ier, Lambert II semble avoir regagné le cœur de l'empire avec Lothaire, revenu en grâce auprès de son père, et il s'empresse[réf. nécessaire] alors de chasser Aldric de son siège d'évêque du Mans.
Après avoir dans un premier temps soutenu Lothaire, Lambert prend le parti de Charles le Chauve en 841. À la suite de la mort du comte Ricuin lors la bataille de Fontenoy-en-Puisaye le 25 juin 841, Lambert aurait demandé au roi Charles le Chauve de recouvrer le comté de Nantes qu'il aurait considéré comme son légitime héritage. Le comté est confié par le roi à Renaud, comte d’Herbauge. Lambert abandonne alors le parti du roi et rejoint celui de Nominoë.
Renaud bat en 843 une partie de l'armée bretonne de Nominoë à la bataille de Messac mais peu après, il est battu et tué à la bataille de Blain par Lambert et ses alliés bretons le 24 mai 843, soit le « IX Kalendas junii » selon la Chronique d'Aquitaine. Les Nantais refusent de reconnaître Lambert comme comte. Ce dernier est en effet soupçonné d’avoir guidé les Vikings qui, le 24 juin, mettent la ville à sac et tuent l’évêque 
Gohard dans sa cathédrale. Après le départ de ses redoutables alliés, Lambert se rend enfin maître de Nantes.
Lambert tue avant l'été 844 dans un combat au sud de Nantes, le comte Bernard II de Poitiers et le fils et successeur de Renaud : Hervé, comte d’Herbauges,.
Fin octobre début novembre 845, Lambert abandonne le parti de Nominoë et fait à Tours pour Noël sa soumission au roi qui lui laisse le comté de Nantes. Au mois d’août 846 Lambert est écarté du Nantais et pourvu par le roi Charles de l’abbatiat laïc de Sainte-Colombe de Sens. Charles le Chauve tente d’imposer un certain Amaury comme comte de Nantes (846-849).
Charles le Chauve rappelle Lambert et lui confie en 849 le Nantais, le Rennais et le territoire au sud de la Loire. Après le 15 août 850, Nominoë et son allié Lambert qui avait fait une nouvelle fois défection au roi, occupent Rennes et Nantes et démantèlent les murs des deux cités pour éviter un retour des forces royales.
Lambert accompagne Nominoë en 851 dans son offensive en Neustrie. Après la mort subite du chef breton à Vendôme le 7 mars 851, Lambert prend le commandement de l’armée bretonne en retraite. Il participe ensuite aux côtés d’Erispoë, fils de Nominoë et nouveau chef des Bretons, à la bataille de Jengland près du Grand-Fougeray, où les troupes de Charles le Chauve sont écrasées le 22 août. Avant la fin de l’année, un accord est conclu entre Charles le Chauve et Erispoë ; ce dernier obtient le titre royal et la cession définitive des anciennes Marches de Bretagne avec Rennes et Nantes. Lambert perd tout espoir de s’implanter dans la région.
Lambert, dont la sœur Dova était abbesse de Saint-Clément à Craon, tente de se tailler un domaine entre le bas Maine et l’Anjou mais il est tué le 1er mai 852 dans une embuscade tendue par un Rorgonide, Gausbert « le Jeunet » (juvenculus), qui s’inquiétait de ses progrès dans le patrimoine de sa famille,. Lambert est inhumé à Savennières.

## Mariage et descendance
Lambert II épouse vers 850/851  Rotrude, une fille de l'empereur Lothaire Ier. De cette union naît Wicbert qui fut assassiné en 883 par son cousin le duc Hugues d'Alsace, fils illégitime de Lothaire II de Lotharingie.